# TEX46
TEX46 (англ. Testis expressed 46) – білок, який кодується однойменним геном, розташованим у людей на 1-й хромосомі. Довжина поліпептидного ланцюга білка становить 121 амінокислот, а молекулярна маса — 14 053.
| 10         |  | 20         |  | 30         |  | 40         |  | 50         |
| ---------- |  | ---------- |  | ---------- |  | ---------- |  | ---------- |
| MSLHGILASA |  | GTIGAVAAWL |  | MSYKPALFGF |  | LFLLLLLSNW |  | LVKYEHKLTL |
| PEPQQDEILQ |  | RLLFSEMKMK |  | VLENQMFIIW |  | NKMNHHGRSS |  | RHRNFPMKKH |
| RMRRHESICP |  | TLSDCTSSSP |  | S          |  |            |  |            |

A: Аланін

C: Цистеїн

D: Аспарагінова кислота

E: Глутамінова кислота

F: Фенілаланін

G: Гліцин

H: Гістидин

I: Ізолейцин

K: Лізин

L: Лейцин

M: Метіонін

N: Аспарагін

P: Пролін

Q: Глутамін

R: Аргінін

S: Серин

T: Треонін

V: Валін

W: Триптофан

Задіяний у такому біологічному процесі, як альтернативний сплайсинг. 